# Achenheim
Achenheim (in tedesco Achenheim, in alsaziano Àchene) è un comune francese di 2 437 abitanti situato nel dipartimento del Basso Reno, nella regione del Grand Est.
Nel territorio comunale di Achenheim sono state trovate le prime tracce umane in Alsazia, risalenti al periodo paleolitico.

## Geografia
Achenheim è un villaggio del Basso Reno, nel distretto di Strasburgo e nel cantone di Lingolsheim, vicino al canale della Bruche e alla strada dipartimentale che collega Soultz-les-Bains a Strasburgo. Achenheim è un comune urbano perché fa parte dei comuni a densità densa o intermedia, ai sensi della griglia di densità municipale di INSEENota 1,1,2,3. Appartiene all'unità urbana di Strasburgo (parte francese), agglomerato internazionale la cui parte francese comprende 23 comuni4 e 478 280 abitanti nel 2019, di cui è comune di periferia.

## Politica
Ad Achenheim, il duo dell'Union de la Droite composto da Catherine GRAEF-ECKERT e Sébastien ZAEGEL è arrivato al primo posto e ha ottenuto un punteggio del 69,83% durante il secondo turno delle elezioni dipartimentali del 2021. Il secondo posto è andato al duo di Marc LARCHET e Valérie WACKERMANN (UGE), che è riuscito a convincere ad aver parlato il 30,17% degli elettori.

## Società

### Evoluzione demografica
Abitanti censiti